# Petrovo Selo (Kladovo)
Pour les articles homonymes, voir Petrovo Selo.
Petrovo Selo (en serbe cyrillique : Петрово Село) est un village de Serbie situé dans la municipalité de Kladovo, district de Bor. Au recensement de 2011, il comptait 80 habitants.

## Démographie

### Évolution historique de la population
| 1948  | 1953  | 1961  | 1971 | 1981 | 1991 | 2002 | 2011 |
| ----- | ----- | ----- | ---- | ---- | ---- | ---- | ---- |
| 1 222 | 1 209 | 1 144 | 589  | 376  | 224  | 129  | 80   |

|  |